# 森荣乡
森荣乡，是中华人民共和国四川省凉山彝族自治州冕宁县曾经下辖的一个乡。2019年12月，撤销森荣乡，所属行政区域划归若水镇管辖。

## 行政区划
森荣乡撤销前下辖以下地区：
米谷村、曹家村、马厂村、牦牛村、呷伍村、瓦都云村和安家村。